# Бизертинский морской кадетский корпус
Морской кадетский корпус в Бизерте при Русской эскадре в форте Джебель Кебир в Тунисе — уникальное закрытое начальное военно морское учебное заведение по программам Российской империи, адаптированных к французским условиям с полным пансионом, существовавшее с декабря 1920 по 1924 год, после эвакуации из Крыма и был продолжением Севастопольского морского кадетского корпуса.

## История
После прибытия в составе Русской эскадры в результате Крымской эвакуации в Бизерту, Тунис, Морской кадетский корпус из Севастополя был размещен в старом военном форте Джебель Кебир, это была неприступная крепость в скале, оставшаяся ещё от времен турецких завоеваний в Африке.
Корпус вывез с собой полное оборудование и церковную утварь. Программа обучения, учитывая особенности жизни в Тунисе была приспособлена к требованиям французской средней школы, так за счет уменьшения часов по артиллерии и минному делу, был сильно развернут курс высшей математики.
Отсутствие достаточного количества учебников и наличие многих хороших специалистов навело на мысль начать печатание литографическим способом собственных учебников… Печатались… целые курсы, главным образом по математике, в сотни страниц. Для этой цели использовали привезенную из Севастополя небольшую типографию.
Всего корпус дал 5 выпусков, включая первый в 1922 году, за это время было подготовлено 300 младших офицеров.

## Профессорский корпус
Семейных преподавателей поселили в лагере Сфаят, который находился в полукилометре от форта.
Среди педагогов были выпускники пяти университетов:
- Вице-адмирал Кедров, Михаил Александрович
- Вице-адмирал Герасимов, Александр Михайлович
- Контр-адмирал Беренс, Михаил Андреевич
- Контр-адмирал Машуков, Николай Николаевич
- Контр-адмирал Ворожейкин, Сергей Николаевич
- Генерал-лейтенант Оглоблинский, Константин Николаевич
- Капитан 1-го ранга Берг, Владимир Владимирович
- Капитан 1-го ранга Александров Н. Н.
- Капитан 1-го ранга Китицын, Михаил Александрович
- Капитан 1-го ранга Кольнер И. В.
- Капитан 2-го ранга Остолопов А. А.
- поручик Высочин В. И.
- мичман Парфенов Д. Д.
- Кнорринг, Николай Николаевич
- протоиерей Спасский, Георгий Александрович

## Библиотека
Её основу составили книги, привезенные из Севастополя — более 3000 томов, её отдельном бараке. В специальной переплетной мастерской реставрировали книги и изготавливали тетради для учащихся. Новые поступления прибывали из всех мест русского зарубежья.

## Спорт
Контр-адмирал Н. Н. Машуков через представительство международного Красного Креста в Париже получил специальные средства на спортивно-оздоровительную работу, было закуплено спортивное гимнастическое оборудование. Воспитанники увлекались футболом и баскетболом.

## Дальнейшая судьба
При поддержке графини С. В. Паниной в Праге были предоставлены стипендии для выпускников с целью продолжения образования в высших учебных заведениях. Благодаря помощи организации «Aide belge aux Russes» («Бельгийская помощь русским»), которую оказывал с 1921 года кардинал Д.-Ж. Мерсье, несколько русских моряков смогли продолжить свое образование в Бельгии. Пятеро из молодых выпускников Морского корпуса были приняты во французское морское училище в Бресте. Многие русские, прошедшие военно-морскую школу в Бизерте, служили затем во флотах Франции, Югославии и Австралии. Из выпуска 1923 года тридцать молодых людей стали студентами в вузах Праги и Парижа.